# Barra do Chapéu
Barra do Chapéu est une municipalité brésilienne de l'État de São Paulo et la Microrégion de Capão Bonito.

## Démographie
| Évolution de la population (municipalité) | Évolution de la population (municipalité) | Évolution de la population (municipalité) | Évolution de la population (municipalité) |
| Année                                     | Population                                |                                           | %±                                        |
| ----------------------------------------- | ----------------------------------------- | ----------------------------------------- | ----------------------------------------- |
| 2000                                      | 4 846                                     |                                           | —                                         |
| 2010                                      | 5 244                                     |                                           | 8,2%                                      |
| 2022                                      | 5 179                                     |                                           | −1,2%                                     |
| ,                                         |                                           |                                           |                                           |